# Erich von Redwitz

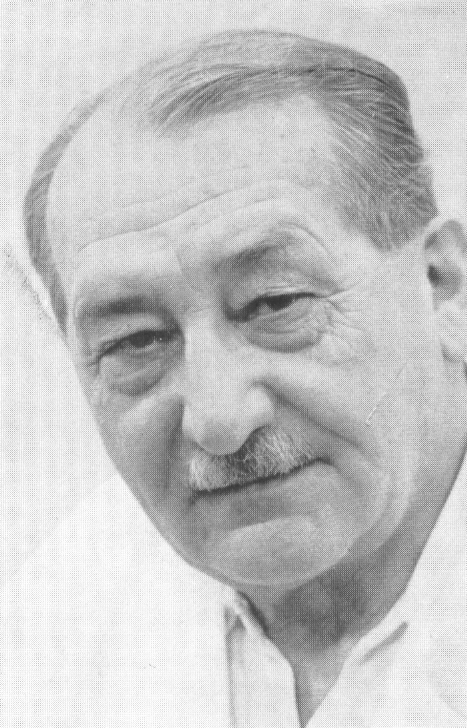
Erich von Redwitz, um 1940

Erich Freiherr von Redwitz (* 2. April 1883 in Bamberg; † 7. September 1964) war ein deutscher Chirurg und Hochschullehrer.

## Leben
Er war ein Sohn den bayerischen Generalmajors Max von Redwitz (1858–1920) und dessen Ehefrau Rosalie, geborene Freiin von Redwitz (* 1864) sowie Enkel von Oskar von Redwitz.
Redwitz besuchte ab 1897 die Pagerie in München und nach seinem Abitur 1902 am Wilhelmsgymnasium München studierte er Medizin an der Ludwig-Maximilians-Universität, unterbrochen von einem Semester an der Christian-Albrechts-Universität zu Kiel. 1908 machte er ein „sehr gutes“ Staatsexamen und promovierte summa cum laude mit einer Preisarbeit der Medizinischen Fakultät. Die experimentelle Arbeit über Erkrankungen der Koronararterien war bei Otto von Bollinger in der Pathologie entstanden.
Die Ärztliche Weiterbildung begann er bei Johannes Rückert (1854–1923) in der Münchner Anatomie. Von dem Chirurgen Ludwig von Stubenrauch angeregt, bewarb sich Redwitz 1910 bei Anton Eiselsberg erfolgreich um eine Stelle in der Wiener Chirurgie. Dort hatten sich große Namen versammelt: Paul Clairmont, Egon Ranzi, Hans von Haberer, Wolfgang Denk, Peter Walzel und Burghard Breitner. Trotzdem verließ Redwitz die Klinik schon ein Jahr später, weil er als Reichsdeutscher in Wien keine Perspektiven sah. 1912 ging er als Universitäts-Assistent der Chirurgischen Klinik nach Würzburg (bis 1918 bei Eugen Enderlen von 1918 bis 1919 bei Fritz König). Trotz charakterlicher Gegensätze entwickelte sich eine enge Freundschaft mit Enderlen, die über dreißig Jahre, bis zu Enderlens Tod, hielt. Im Ersten Weltkrieg (1914–1918) diente Redwitz als Sanitätsoffizier im Festungslazarett Germersheim, wurde aber nach Würzburg an die Universitätsklinik im Juliusspital, wo auch Olga Freifrau von Redwitz um 1915 als Assistenzärztin arbeitete, zurückgerufen, um seinen Chef zu vertreten. Im November 1916, mitten im Krieg, konnte sich Redwitz habilitieren.
Drei Jahre später folgte er Enderlen als Oberarzt nach Heidelberg. Enderlens enge Kollegenfreundschaft mit dem philanthropischen Internisten Ludolf von Krehl spiegelte sich in von Redwitz‘ Freundschaften mit Richard Siebeck und Paul Martini wider.
Im Jahr 1922 wurde Redwitz als Extraordinarius und Direktor der Chirurgischen Poliklinik der Ludwig-Maximilians-Universität München berufen. 1928 nahm er den Ruf an die Rheinische Friedrich-Wilhelms-Universität Bonn an und wurde Direktor der Chirurgischen Universitätsklinik. Wie von Enderlen geraten, folgte ihm Werner Wachsmuth als Oberarzt nach Bonn. 1933 lehnte Redwitz den Ruf nach Heidelberg ab.
Er war Beratender Chirurg der Reichswehr und der Wehrmacht. 1953, mit 70 Jahren, wurde er mit großen Ehren emeritiert. Seinen Ruhestand verlebte er am Starnberger See.

## Ehrungen
- Präsident der Deutschen Gesellschaft für Chirurgie (1950)
- Ehrenmitglied der Deutschen Gesellschaft für Chirurgie (1957)
- Großes Bundesverdienstkreuz (1953)